# Теодорос Целідіс
Теодорос Целідіс (грец. Θεόδωρος Τσελίδης; 7 січня 2001, Владикавказ, Північна Осетія, Росія; також відомий як Федір Миколайович Целіді; рос. Фёдор Николаевич Целиди) — грецький дзюдоїст російського походження, бронзовий призер Олімпійських ігор 2024 року, призер чемпіонатів Європи.

## Виступи на Олімпіадах
| Олімпіада  | Дисципліна | Місце |
| ---------- | ---------- | ----- |
| Париж 2024 | до 90 кг   | 3     |

## Зовнішні посилання
- Теодорос Целідіс на сайті International Judo Federation (англійська)
- Теодорос Целідіс на сайті JudoInside.com (англійська)
- Теодорос Целідіс на сайті AllJudo.net (французька)
- Теодорос Целідіс на сайті Olympics.com (англійська)